# Kinderkrippe Seevorstadt-Ost

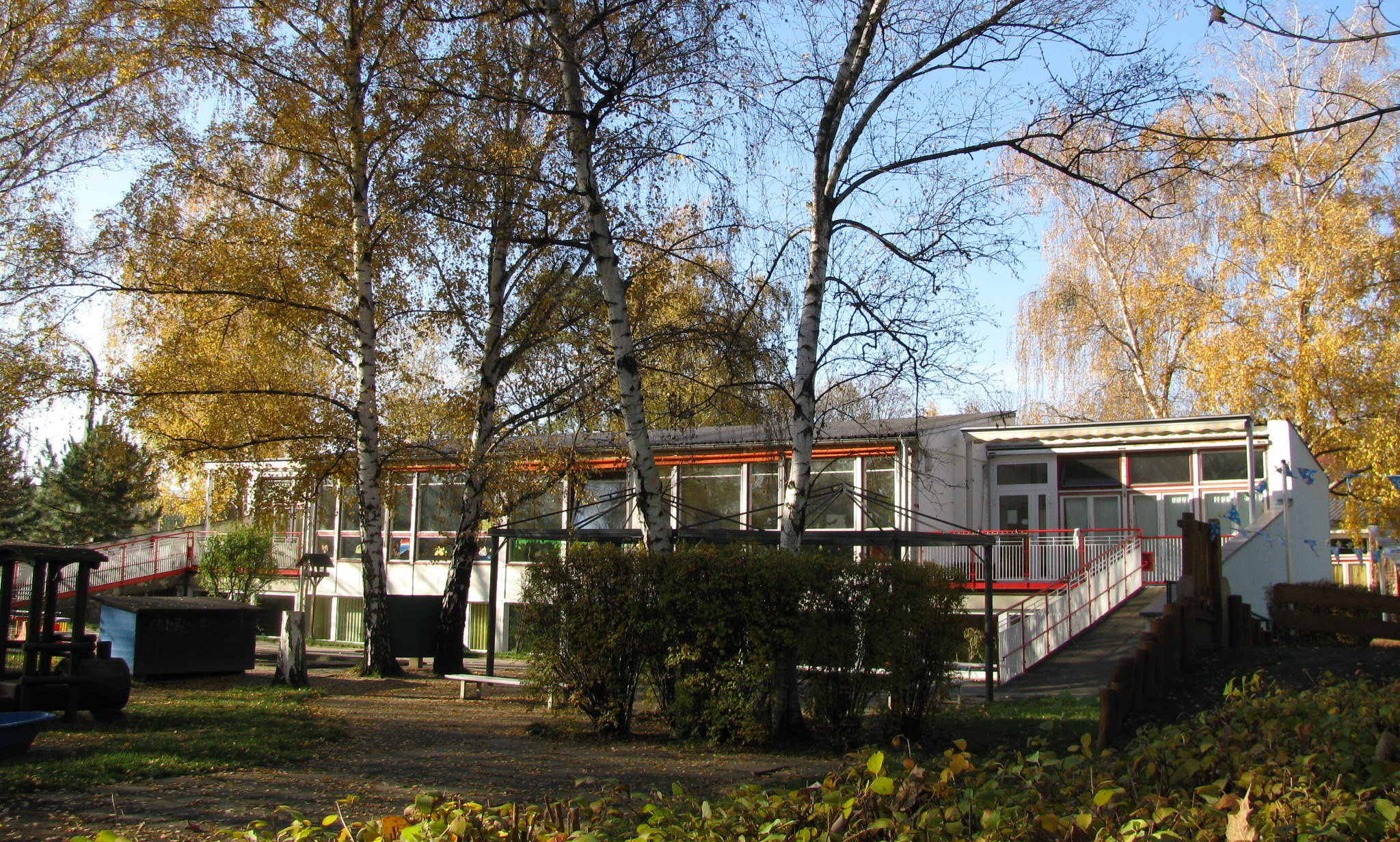
Kindertagesstätte „Rasselbande“ im November 2009

Die Kinderkrippe Seevorstadt-Ost befindet sich in der Gret-Palucca-Straße 3 in Dresden und steht seit 2004 unter Denkmalschutz.

## Beschreibung
Die Kinderkrippe ist ein Prototyp der Architekten Helmut Trauzettel und Kollektiv und wurde von 1963 bis 1965 errichtet. Zwei Pavillons mit vier Gruppeneinheiten gehören zum Gebäudekomplex der ursprünglich für 72 Kinder geplanten Kinderkrippe. Spielhöfe lockern den Komplex auf. Die Gebäude wurden in „Ziegelbauweise mit Spannbetondecken“ gestaltet. Charakteristisch sind die Rampenverbindungen zwischen den Etagen, die einen barrierefreien Zugang ermöglichen. Der für den Wirtschaftsteil errichtete Südtrakt ist ein eineinhalbgeschossiger Baukörper. Die Freiflächen wurden von Werner Bauch gestaltet. Helmut Heinze und Harry Schulze gestalteten mit poliertem Klinker die Wandflächen.
Im Gebäude befindet sich heute die Kita „Rasselbande“ der Jugend- und Sozialwerk Oranienburg gGmbH mit 72 Plätzen.